# روبرت بروس مكوي
روبرت بروس مكوي (بالإنجليزية: Robert Bruce McCoy)‏ هو عسكري ومحامي وقاضي أمريكي، ولد في 5 سبتمبر 1867 في كينوشا في الولايات المتحدة، وتوفي في 21 يناير 1926 في سبارتا في الولايات المتحدة بسبب فقر الدم.